# Віддальба
Віддальба (італ. Viddalba, сард. Viddalba) — муніципалітет в Італії, у регіоні Сардинія,  провінція Сассарі.
Віддальба розташована на відстані близько 320 км на захід від Рима, 190 км на північ від Кальярі, 36 км на північний схід від Сассарі.

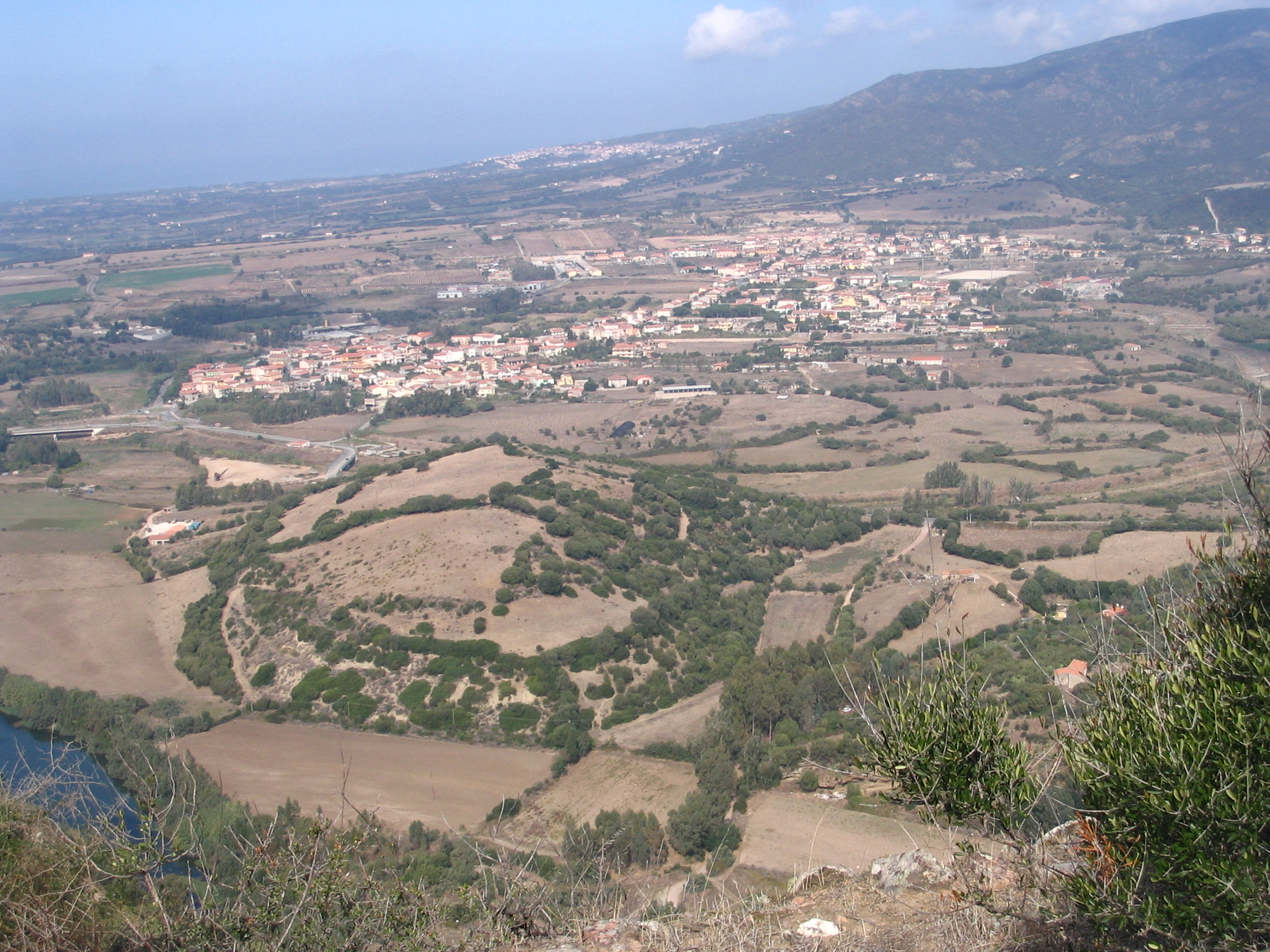

Населення — 1726 осіб (2014).

## Демографія
Населення за роками:

Станом на 1 січня 2023 року в муніципалітеті офіційно проживало 58 іноземців з 19 країн, серед них 42 громадяни країн Євросоюзу.

## Сусідні муніципалітети
- Аджус
- Бадезі
- Бортіджадас
- Санта-Марія-Когінас
- Триніта-д'Агульту-е-Віньйола
- Валледорія